# 앨리스 먼로
앨리스 앤 먼로(영어: Alice Ann Munro, 1931년 7월 10일~2024년 5월 13일)는 캐나다의 소설가이다. 2009년 국제 부커상, 2013년 노벨 문학상을 수상하였다.
먼로 소설의 주요 모티브는 그녀가 나고 자란 온타리오주 서남부 휴론 시골지역의 생활상이다. 그녀의 소설은 안톤 체호프와 비견 될 정도로 인간의 내면 갈등을 잘 묘사한 것으로 높이 평가받는다. 주요 작품으로는 ‘떠남(2004)’, ‘미움 우정 구애 사랑 결혼(2001)’ 등이 있다. 1968년 내놓은 첫 소설집인 ‘행복한 그림자의 춤’은 캐나다의 가장 영예로운 문학상으로 손꼽히는 총독문학상을 받으며 문단의 주목을 받았다.
2012년 발간한 소설집 '디어 라이프'로 2013년 트릴리엄 북 어워드를 수상했는데, 이 자리에서 그녀는 이 작품이 자신의 마지막 작품이 될 것이라고 말해 사실상 절필을 선언하였다. 하지만 이 해 10월 10일, 스웨덴 왕립학술원은 2013년 노벨 문학상에 현대 단편 소설의 대가인 앨리스 먼로를 선정했다고 발표했다. 이는 캐나다인 최초의 노벨문학상 수상이며, 노벨문학상 역사상 열 세번째로 여성에게 주어지는 노벨문학상이다.

## 같이 보기
- 노벨문학상
- 맨 부커상